# Najlon
Najlon (ang. Nylon ®) je naziv za skupino sinteznih polimerov, ki spadajo v skupino poliamidov. Prvi ga je 28. februarja 1935 sintetiziral Wallace Carothers.
Najlon je termoplastični material, ki se je sprva uporabljal za zobne ščetke, leta 1940 pa so začeli proizvajati znamenite ženske najlonske nogavice. Gre za monomere, povezane s peptidno vezjo. Najlon je bil prvi komercionalno široko uporaben polimer. Najlon se včasih zapisuje tudi kot Nylon ®, kar je zaščitena blagovna znamka. Izbrali so ga leta 1942 izmed 250 predlogov, ker ne spominja na nobeno drugo angleško besedo, končnica -on je prenarejena iz rayon 'umetna svila' ali cotton 'bombaž'. Kasneje se je razširila napačna domneva, da beseda izvira iz kratic za New York in London.